# Berik Kupeshov
Berik Kupeshov (Kyzylorda, 30 de enero de 1987) es un ciclista kazajo.
Debutó como profesional el año 2007 con el equipo belga Storez Ledecq Materiaux. En 2008 fichó por el equipo ProTour Astana.

## Palmarés
No consiguió victorias como profesional.

## Equipos
- Storez Ledecq Materiaux (2007)
- Astana (2008-2009)